# Lanai (architektura)

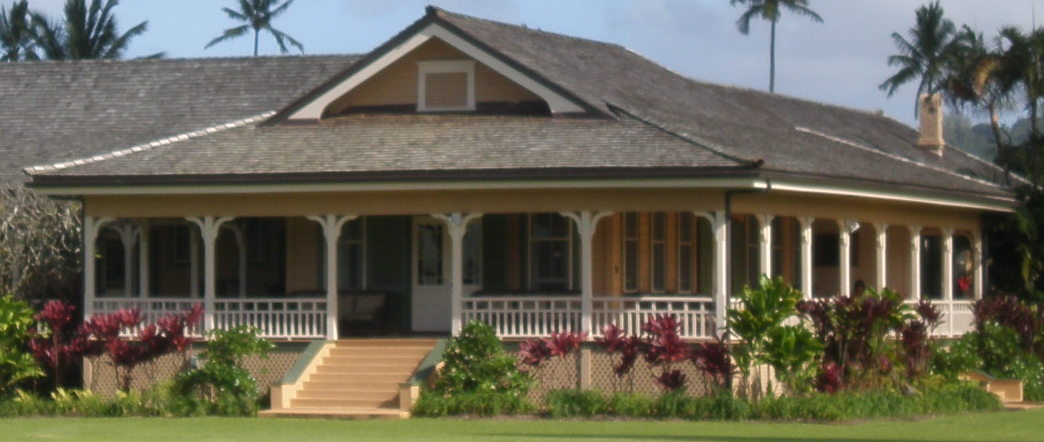
Plážový dům Alberta Spencera Wilcoxe

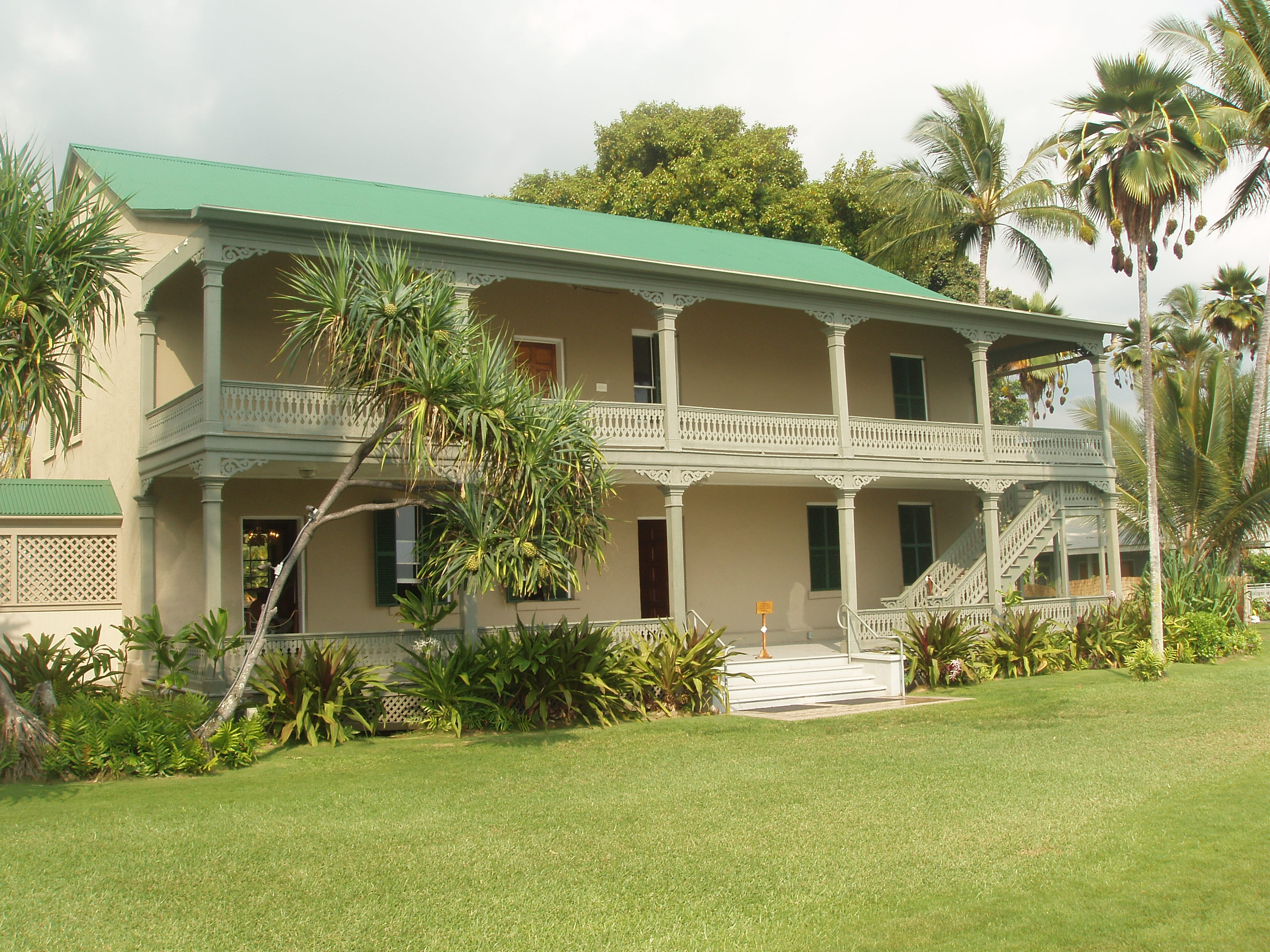
Pohled na zadní část Hulihee Palace, muzea na Havaji

Lanai (též lānai) je typ zastřešené, otevřené verandy či terasy pocházející z Havaje. Lanai jsou postaveny u mnoha domů, hotelů a restaurací na Havaji.

## Příklady
Příkladem havajské lanai je lanai v Albert Spencer Wilcox Beach House na ostrově Kauai. Rezidence královny Liliuokalani Washington Place v Honolulu je dokola obklopena otevřenými lanai.

## Architektonický prvek
Použití lanai je jedním z havajských moderních prvků na některých budovách Vladimíra Ossipoffa, který použil lanai kvůli podobné funkčnosti s japonskou engawou. Výraz lanai může znamenat také krytý vnější průchod. Animátor Disney Dorse Lanpher (1935–2011) ve svých pamětech uvádí velké zakryté lanai na oceánské straně nemocnice v Honolulu. Klimatizované budovy, jako například hotely, dnes často nabízejí spíše „uzavřené“ lanai, které často fungují jako velké jídelny se „stěnou“ z posuvných skleněných dveří.